# Étienne-Frédéric Lignon
Étienne-Frédéric Lignon, né le 9 avril 1781 à Paris et mort le 18 avril 1833 dans la même ville, est un graveur français.

## Biographie
Lignon est un élève d'Antoine-Alexandre Morel (1765-1829),. Il travaille peut-être en société avec Antoine-Louis Romanet vers 1810. Il expose aux Salons de 1810 à 1827, recevant des médailles en 1810 et 1817.
Il meurt le 18 avril 1833 à Paris.
Henri Beraldi dit de lui qu'il « restera l'un des meilleurs burinistes du XIXe siècle ».

## Œuvres d'Étienne-Frédéric Lignon
Aux États-Unis
- Cambridge, Fogg Art Museum : 
  - Léon X et deux cardinaux, d'après Raphaël[7] ;
  - Mademoiselle Mars, d'après François Gérard[8] ;
  - Atala, d'après Claude Gautherot[9] ;
  - François-Joseph Talma, d'après François Édouard Picot[10] ;
  - La Vierge au poisson, d'après Raphaël[11] ;
  - Comtesse de Genlis, d'après Madame Chéradame[12] ;
  - La sainte famille avec l'Enfant Jésus endormi[13].
- Philadelphie, Philadelphia Museum of Art :
  - L'amour considérant le portrait de Psyché, d'après Charles Meynier[14] ;
  - Napoléon II[15] ;
  - La Magdeleine, d'après Guido Reni[16] ;
  - Portrait de Jacques-Henri Bernardin de Saint-Pierre, d'après Anne-Louis Girodet[17] ;
  - Portrait du général Letort[18].

En France
- Chantilly, musée Condé : Marie-Amélie de Bourbon-Siciles, François Gérard[19].
- Paris, Bibliothèque nationale de France :
  - Henri d'Artois duc de Bordeaux, d'après Alexandre-Évariste Fragonard[20];
  - Jean-Baptiste Massillon, d'après Alexandre-Joseph Desenne[21].

Au Royaume-Uni
- Londres, British Museum :
  - Portrait de Molière, d'après Achille Devéria[22] ;
  - Le duc d'Angoulême, d'après Pierre-Roch Vigneron[23] ;
  - Portrait de mademoiselle Mars, d'après François Gérard[24].

En Russie
- Saint-Pétersbourg, musée de l'Ermitage : Willem, prince d'Orange, d'après Joseph-Denis Odevaere[25].

## Galerie

Gravures d'Étienne-Frédéric Lignon
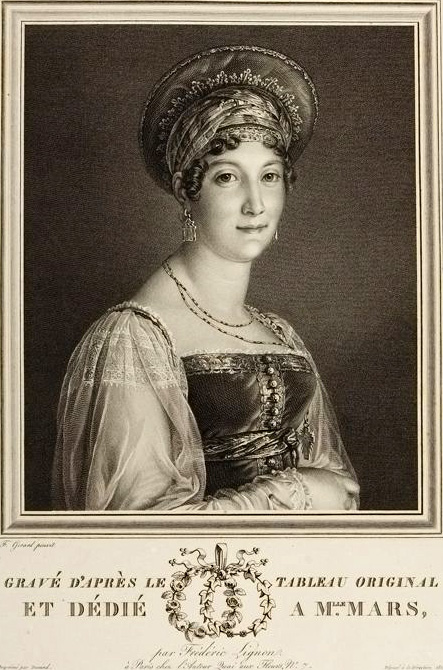
Mademoiselle Mars, d'après François Gérard.
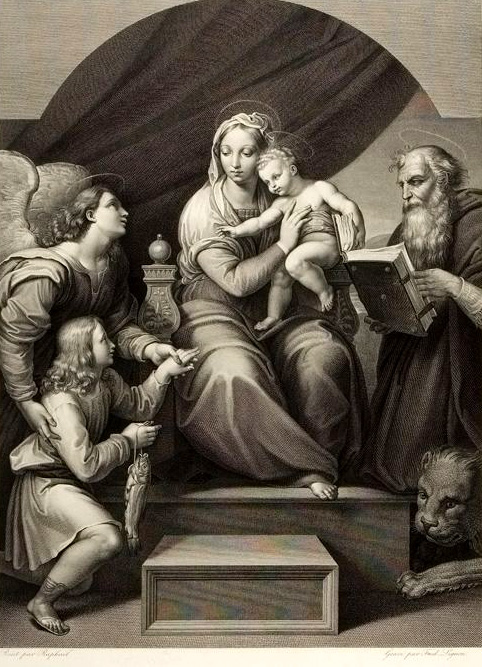
La Vierge au poisson, d'après Raffaello Sanzio.
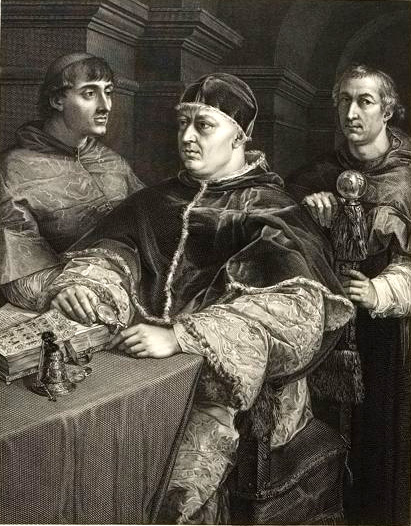
Léon X et deux cardinaux, d'après Raffaello Sanzio.
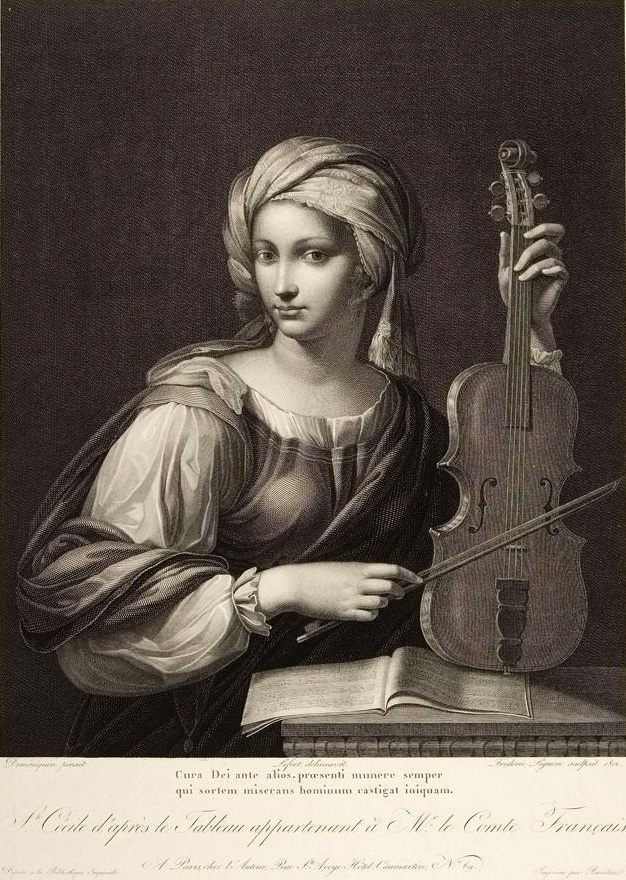
Sainte Cécile, d'après Domenichino.
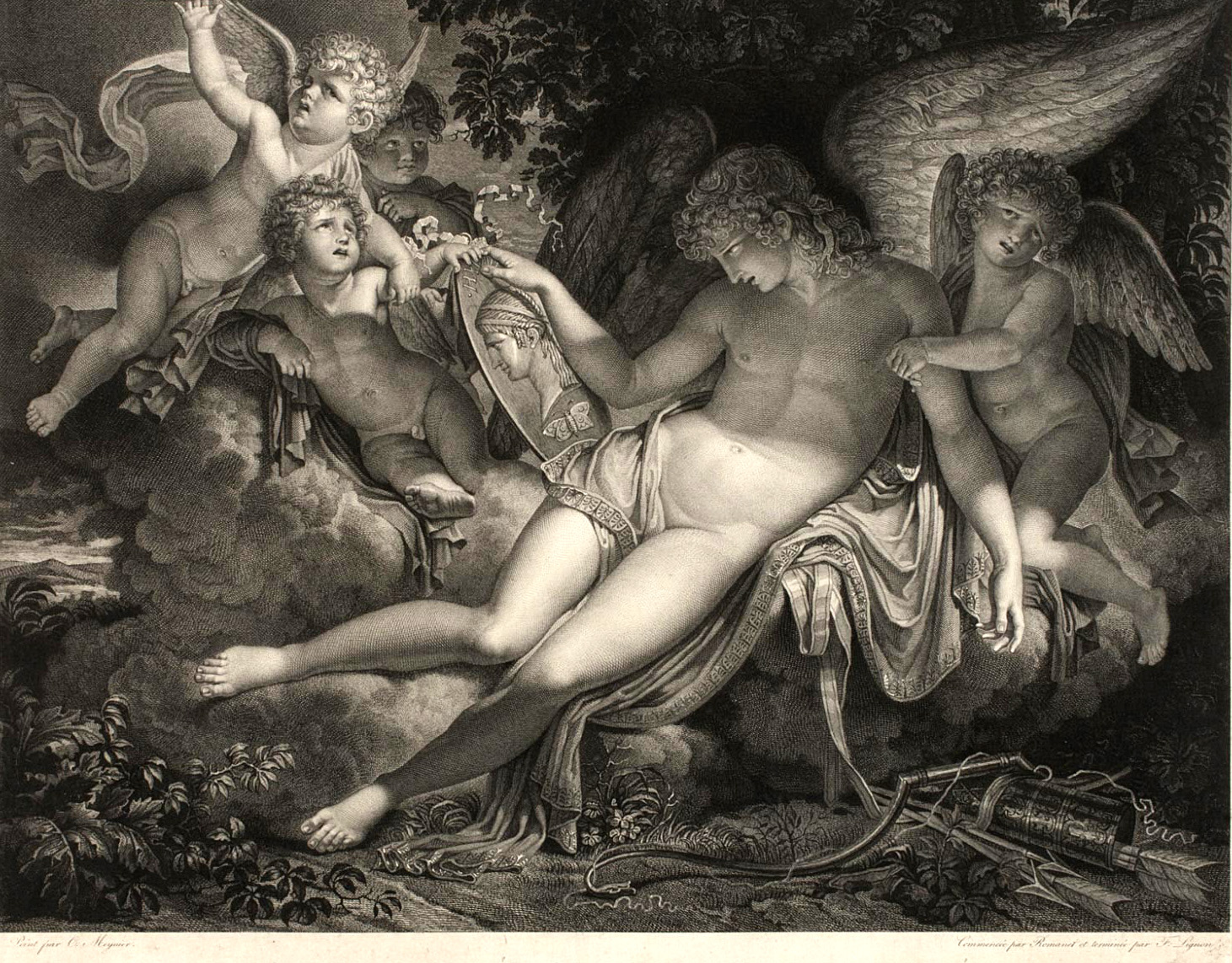
L'amour considérant le portrait de Psyché, d'après Charles Meynier, avec Antoine-Louis Romanet (1810).
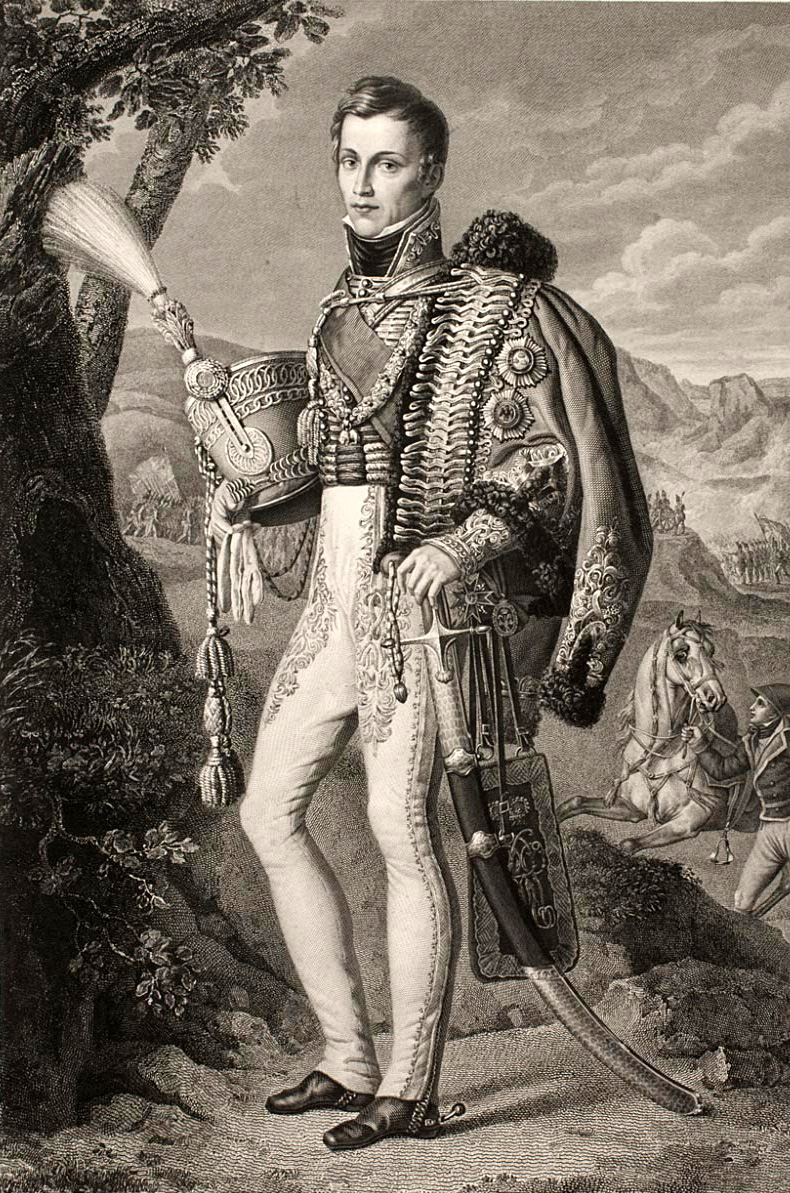
Portrait de William George Frederick, Prince of Orange-Nassau, d'après Joseph-Denis Odevaere.
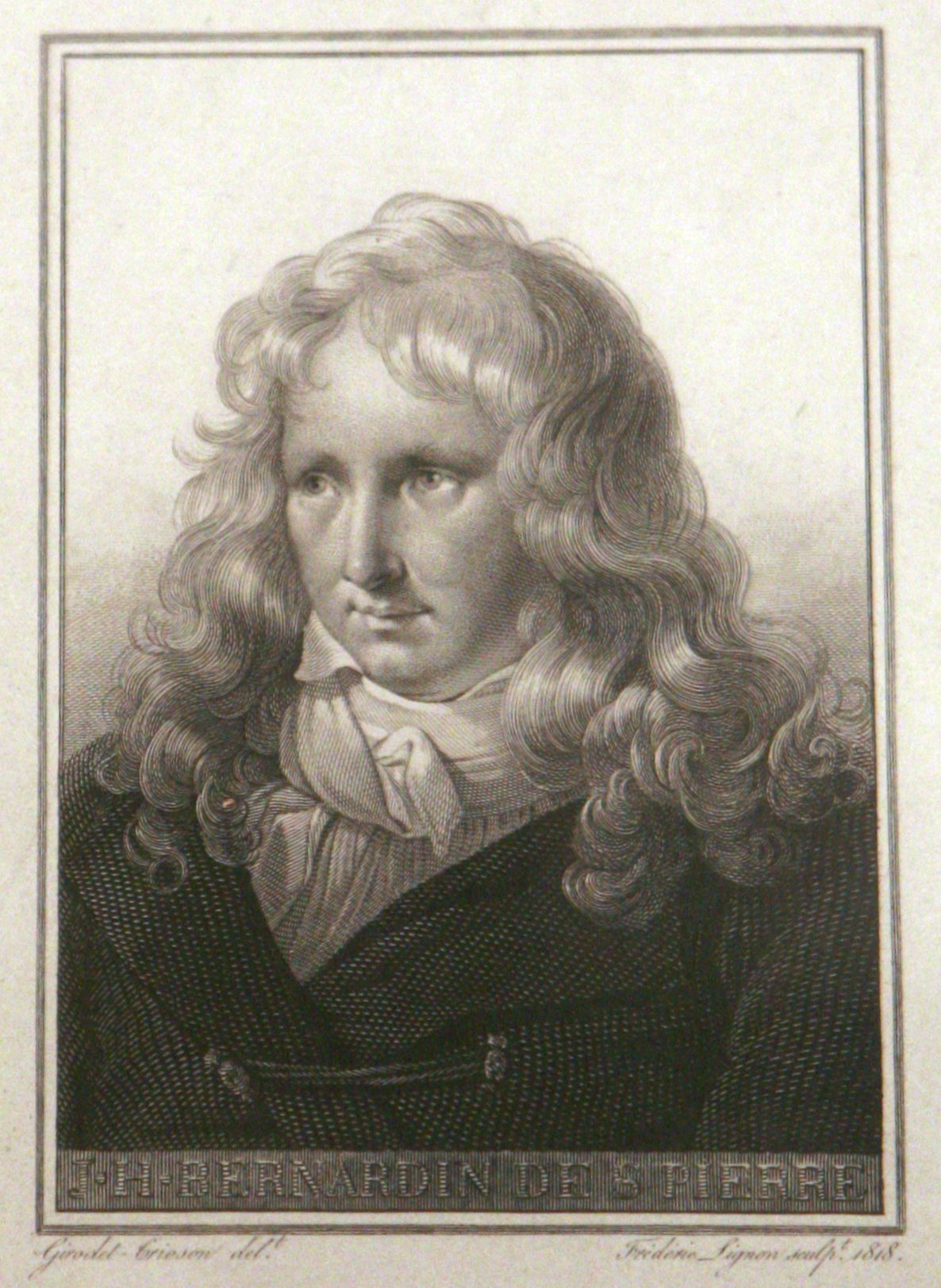
Portrait de Bernardin de Saint-Pierre.